# Guaduatangara
Guaduatangara (Asemospiza fuliginosa) är en fågel i familjen tangaror inom ordningen tättingar.

## Utseende och läte
Guaduatangaran är en liten anspråkslöst tecknad finkliknande fågel. Hanen är sotsvart med grå näbb, honan mörkbrun ovan och ljusbrun under med en brunaktig näbb. Den sträva sången återges som "ezz’u’da’liu".

## Utbredning och systematik
Fågeln förekommer från Colombia till Venezuela, Guyana, östra och sydvästra Brasilien. Den behandlas som monotypisk, det vill säga att den inte delas in i några underarter.

### Släktestillhörighet
Arten placeras traditionellt i släktet Tiaris. Genetiska studier visar dock att arterna i släktet inte är varandras närmaste släktingar. Guaduatangara och blektangaran har därför lyfts ut till det egna släktet Asemospiza.

### Familjetillhörighet
Liksom andra finkliknande tangaror placerades denna art tidigare i familjen Emberizidae. Genetiska studier visar dock att den är en del av tangarorna.

## Levnadssätt
Guaduatangaran hittas i kanter av fuktiga skogar samt i buskiga och gräsrika områden.

## Status
Arten har ett stort utbredningsområde och beståndet anses stabilt. Internationella naturvårdsunionen IUCN listar den därför som livskraftig (LC).